# Ulrica Augusta Stage
Ulrica Augusta Stage, född 1816, död 1894, var en dansk operasångerska. Hon debuterade på det Kongelige Teater 10 maj 1834. Hon spelade sedan roller i operor som Figaros bröllop, Don Juan och Barberaren i Sevilla. Hon lämnade teatern 1847.